# عويسق

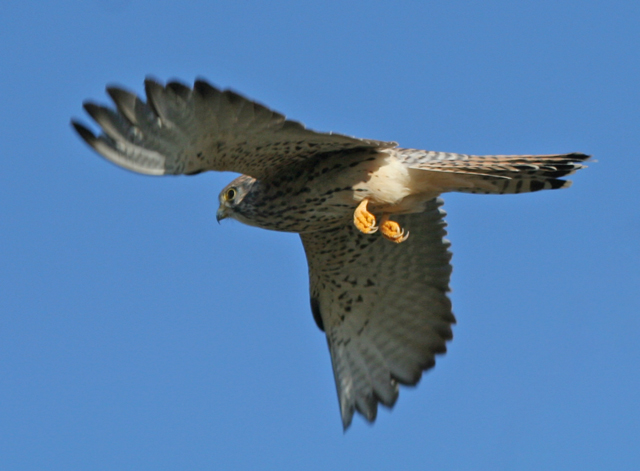

العُوَيْسِقُ (الاسم العلمي: Falco naumanni) (بالإنجليزية: Lesser Kestrel)، هو صقر صغير ينتمي إلى صقريات (فصيلة: Falconidae)، يتكاثر في البحر المتوسط وعبر الجنوب الأوسط لآسيا حتى الصين ومنغوليا، هو مهاجر في الصيف ويقضي الشتاء في أفريقيا وباكستان وبعض الأحيان في العراق والهند. مهاجر عابر غير شائع، تتواجد أغلب هذه الطيور من مارس وحتى أبريل وأحياناً من أغسطس وحتى منتصف نوفمبر، كما شوهدت أيضاً في الشتاء وكثيراً ما يخلط بينه وبين العوسق، يرتاد المناطق المكشوفة ذات الأشجار المتناثرة، ورغم ندرته فإنه يمكن العثور عليه في مجموعات صغيرة، يتكاثر في إسبانيا واليونان، ومن تركيا إلى جنوب روسيا(وهي المنطقة التي تنسب إليها أغلب الطيور المهاجرة الخليجية) ويصل أغلبها إلى شرق وجنوب أفريقيا.
هو أحد أنواع الصقور صغيرة الحجم، ذكر العويسق يمتاز بظهره البني الغامق غير منقط (خلاف العوسق والشرياص ذوي الظهر منقط) وكلاهما لهم رأس رمادي أو مائل للرمادي.
ولكن من الصعب التفريق بين الأنثيين من النوعين لأن الأنثى لها ظهر منقط عند الفصيلتين ورأسهم كلون جسدهم ولكن مخالب العويسق بشكل عام تكون فاتحة إلى رمادية غامقة والحميميج لون مخالبه سوداء.
العويسق أيضا ذو جناح أبيض من الداخل (أبيض للذكر وفاتح عند الأنثى) يكون أحيانا منقط في منطقة الإبط فقط خلاف الحميميج الذي يكون تنقيطه منتشر تحت الجناح.
العويسق له جناح طويل بالنسبة لجسمه يصل أحيانا إلى ذيله أو أطول أحيانا باستثناء مرحلة تغيير الريش في السنة الثانية حيث يكون الذيل أطول.
العويسق أهدى من الشرياص ويمكن ترويضه كأبناء عمه من الصقور الحرة ولكن الحميميج أكثر وحشية وصعب ترويضه.
العويسق يتزاوج ويعشعش في مناطق شمال إلى شمال شرق الشرق الأوسط ووفي بعض دول جنوب أوروبا خاصة في تركيا ويقضي شتاؤه في أفريقيا ويمر في الجزيرة العربية للهجرة بين الفصلين.
يتواجد في موطنه الأصلي طوال العام في المغرب وفي بعض المناطق في الجزائر وتونس وليبيا وإسبانيا يبلغ العدد التقريبي له 140،000 إلى 200,000 طير ولكن لانتشاره في مناطق شاسعه حول العالم يعتبر هذا العدد قليل نسبيا.
خلاف الشرياص الذي يتواجد بكثرة في منطقة الشرق الأوسط وأفريقيا وآسيا وأوروبا بعدد يفوق ال 5 ملايين. العويسق أهدى من الشرياص ويمكن ترويضه كأبناء عمه من الصقور الحرة ولكن الحميميج أكثر وحشية وصعب ترويضه.
يتزاوج ويعشعش في مناطق شمال إلى شمال شرق الشرق الأوسط ووفي بعض دول جنوب أوروبا خاصة في تركيا ويقضي شتاؤه في أفريقيا ويمر في الجزيرة العربية للهجرة بين الفصلين
يتواجد في موطنه الأصلي طوال العام في المغرب وفي بعض المناطق في الجزائر وتونس وليبيا وإسبانيا يبلغ العدد التقريبي له 140،000 إلى 200,000 طير ولكن لانتشاره في مناطق شاسعه حول العالم يعتبر هذا العدد قليل نسبيا.

## معرض صور

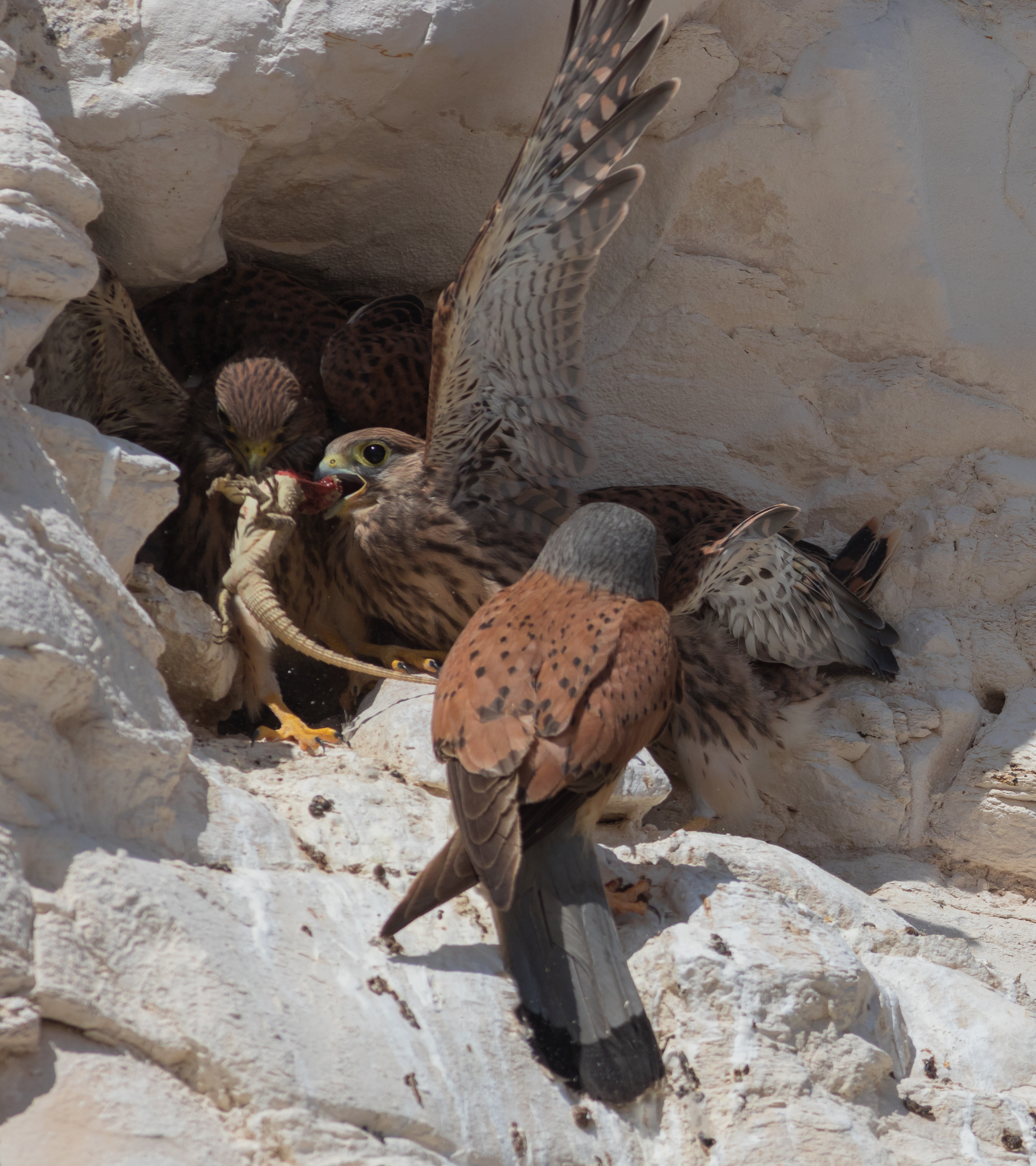
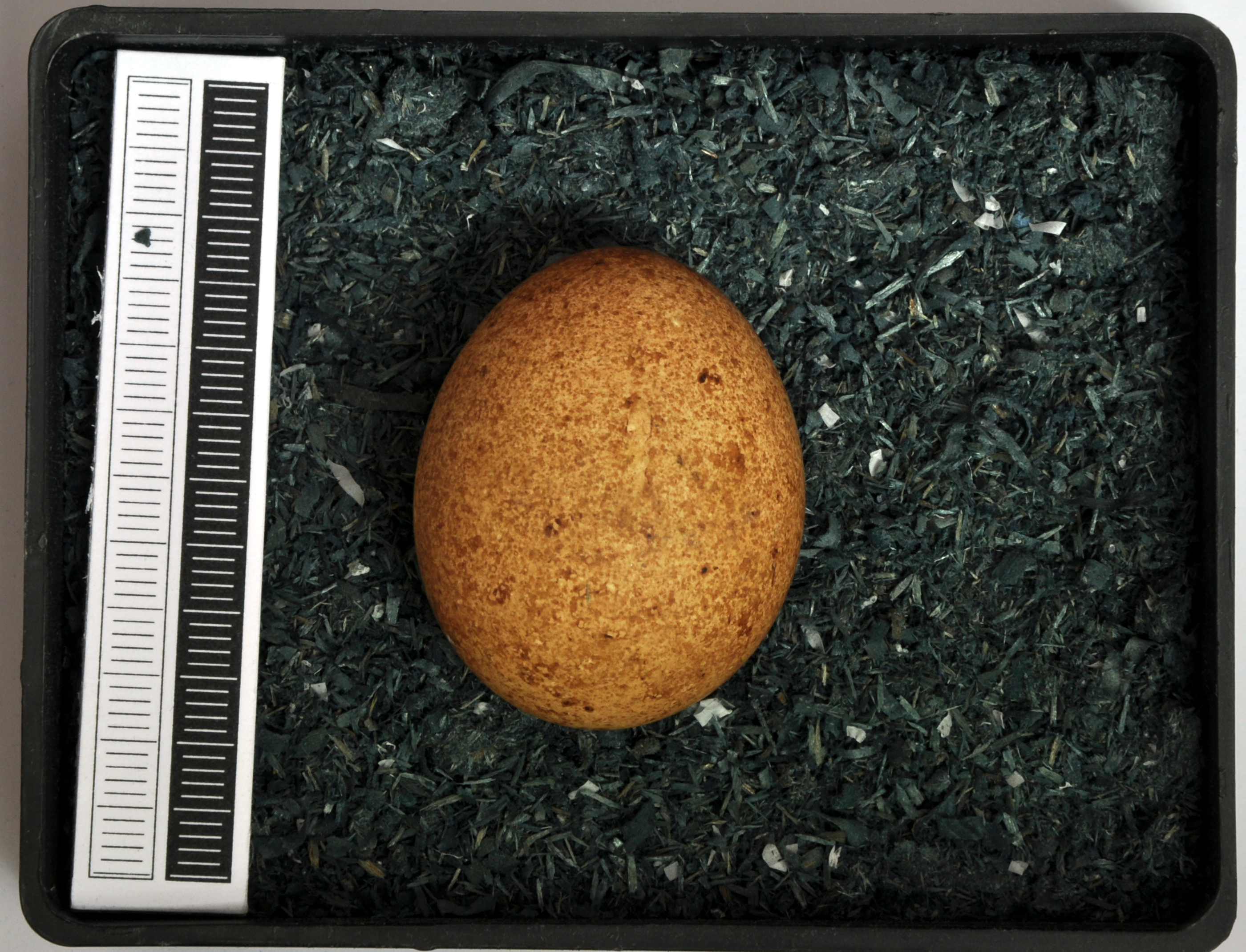
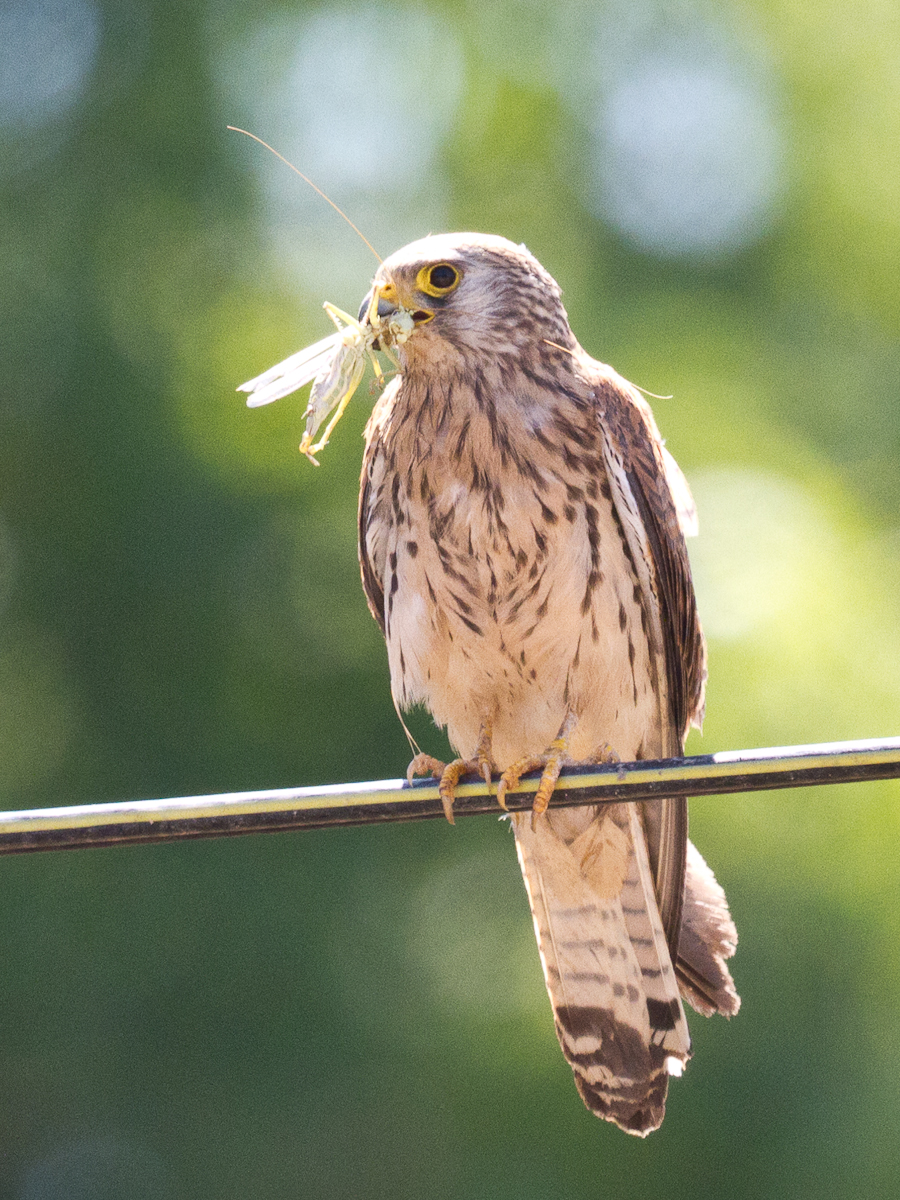
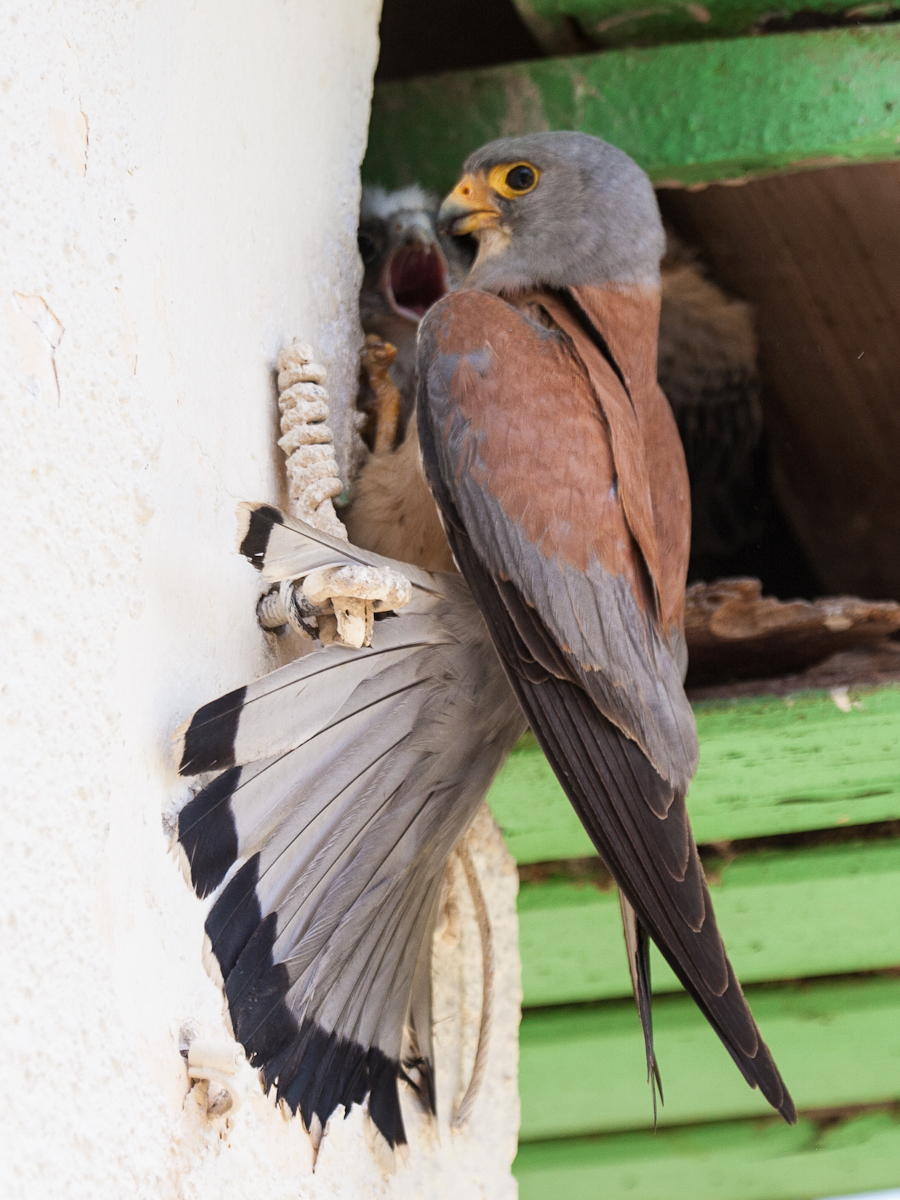
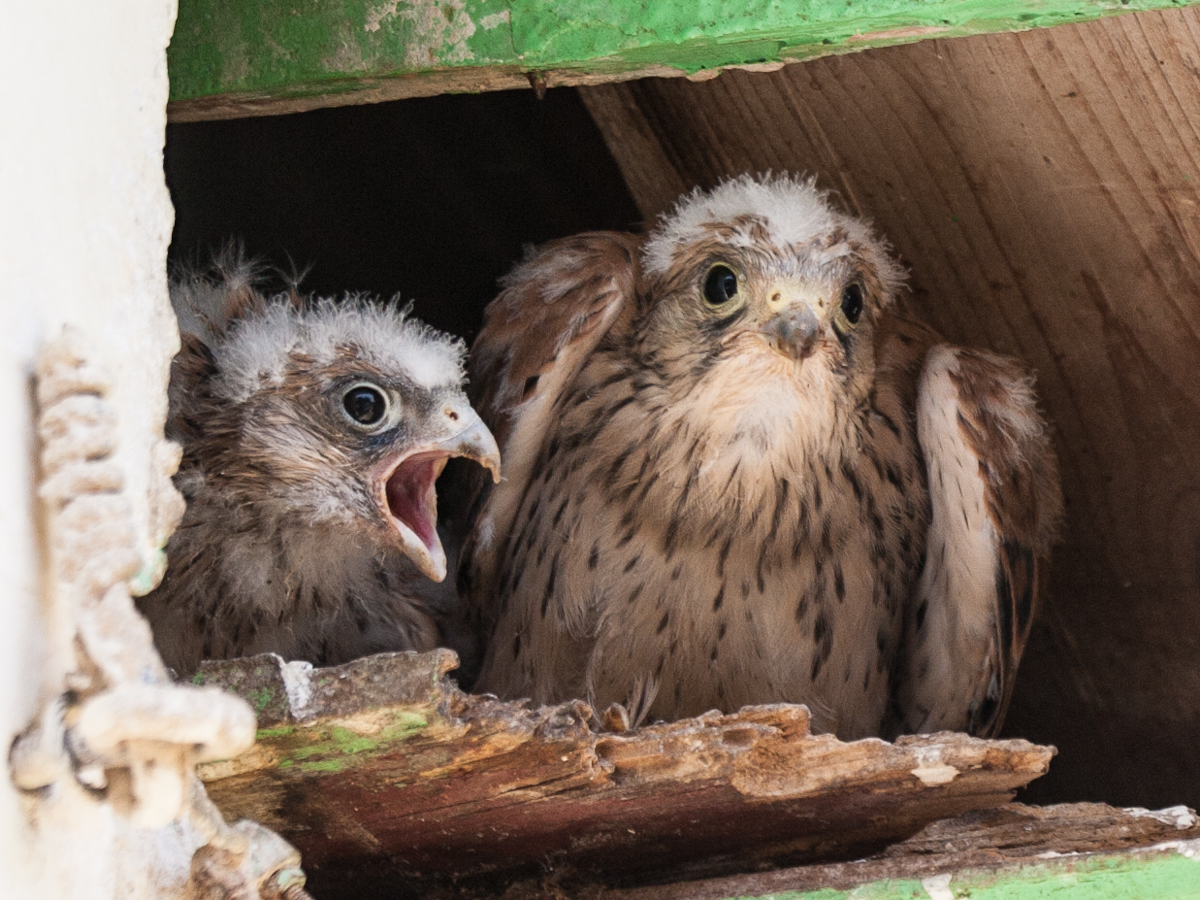
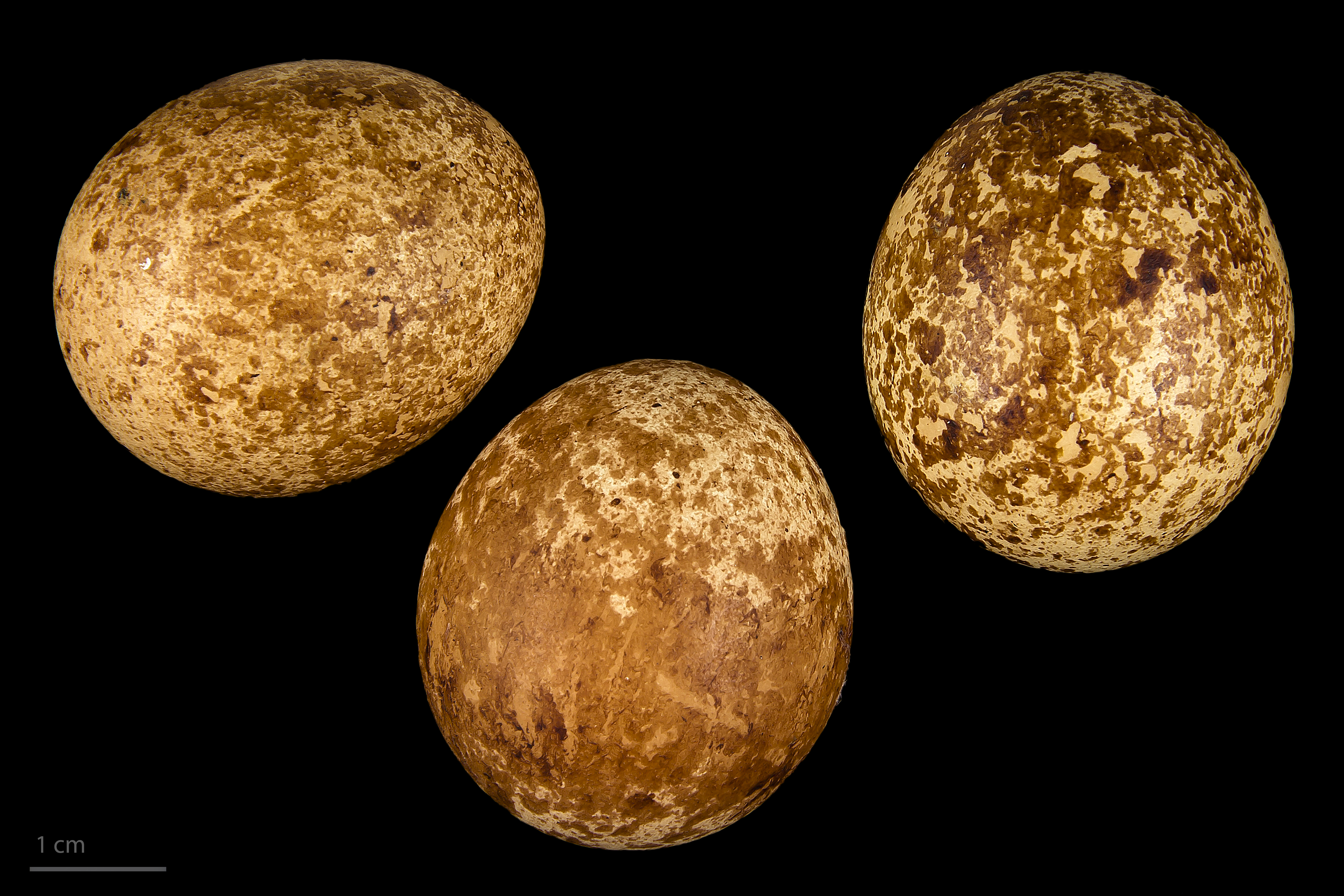
Museum specimen